# Semaeomyia cubensis
Semaeomyia cubensis är en stekelart som först beskrevs av Alayo 1972.  Semaeomyia cubensis ingår i släktet Semaeomyia och familjen hungersteklar. Inga underarter finns listade i Catalogue of Life.